# Convenio de Londres

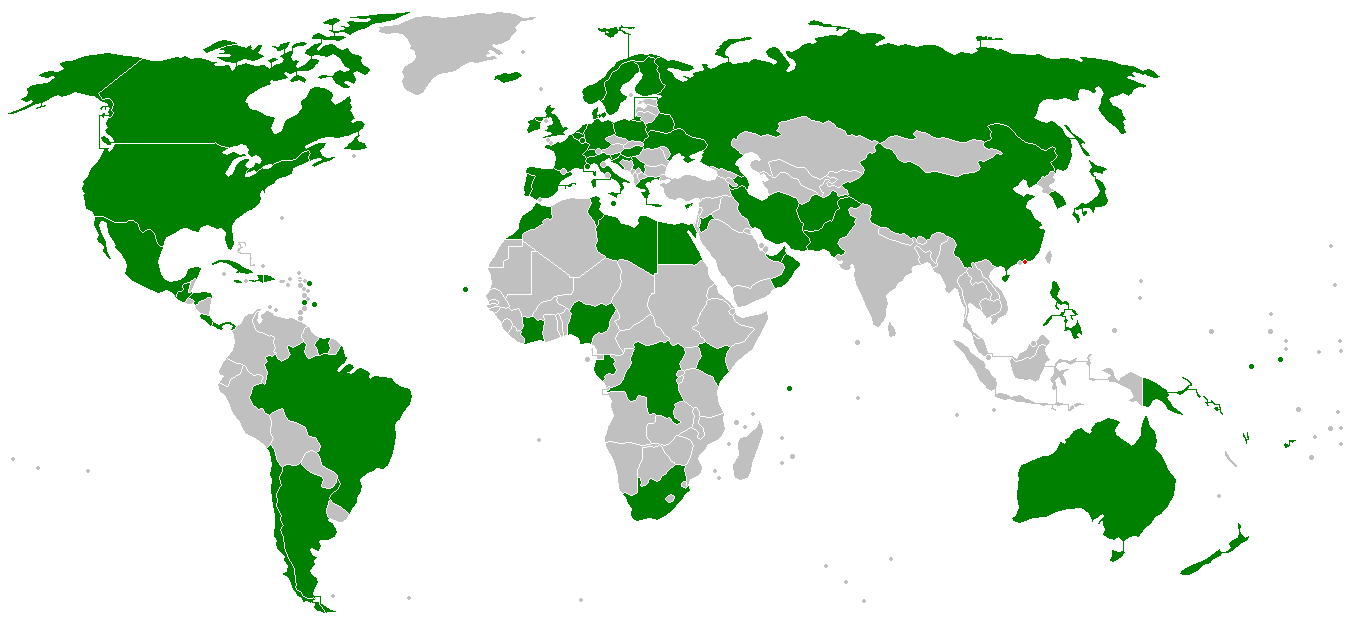
London Convention signatories

La Convención sobre la Prevención de la Contaminación del Mar por Vertimientos de Desechos y otros materiales de 1972, comúnmente llamado el "Convenio de Londres" o "LC 72" , es un acuerdo para controlar la contaminación del mar por vertimiento y fomentar acuerdos suplementarios regionales de la Convención. Cubre el hundimiento deliberado en el mar de desechos u otras materias desde buques, aeronaves y plataformas. No cubre los vertidos procedentes de fuentes terrestres, tales como tuberías y desagües, residuos generados relacionados con el funcionamiento normal de los buques, o la colocación de materiales para fines distintos de su mera evacuación, proporcionando dicha eliminación no es contrario a los objetivos de la Convención. Entró en vigor en 1975. A partir de 2013, había 87 países que la ratificaron.

## Antecedentes
La Convención fue convocada por la Conferencia de las Naciones Unidas sobre el Medio ambiente (junio de 1972, Estocolmo), el tratado fue redactado en la Conferencia Intergubernamental de Expertos sobre la Convención sobre el vertimiento de desechos en el mar (13 de noviembre de 1972, Londres) y fue abierto a la firma el 29 de diciembre de 1972. Entró en vigor el 30 de agosto de 1975 y 15 naciones lo han ratificado. El 1 de octubre de 2001, había 78 Partes Contratantes del Convenio.
El Convenio de Londres consta de 22 artículos y tres anexos.  El objetivo principal del Convenio de Londres es evitar la eliminación indiscriminada de desechos en el mar que podría ser responsable por la creación de riesgos para la salud humana, dañar los recursos vivos marinos y la vida; dañar servicios o interferir con otros usos legítimos del mar. El Convenio de 1972 extiende su ámbito de aplicación sobre "todas las aguas marinas de las aguas interiores" de los Estados y prohíbe el vertimiento de ciertos materiales peligrosos. Además, requiere un permiso especial previo para el vertimiento de una serie de otros materiales identificados y un permiso general previo para otros desechos o materia.

## Signatarios
Estados que lo han ratificado - (87 estados a partir de 2013) 
Afganistán,
 Antigua y Barbuda, 
Argentina, 
Australia, 
Azerbaiyán, 
Barbados, 
Bielorrusia (ratificado como RSS de Bielorrusia), 
Bélgica, 
Benín, 
Bolivia, 
Brasil, 
Bulgaria, 
Canadá, 
Cabo Verde, 
Chile, 
República Popular de China, 
Corea del Sur,
 Costa de Marfil, 
Croacia, 
Cuba, 
Chipre, 
Dinamarca, 
Egipto, 
Emiratos Árabes Unidos, 
Eslovenia, 
España, 
Estados Unidos, 
Filipinas, 
Finlandia, 
Francia, 
Grecia, 
Guatemala, 
Guinea Ecuatorial, 
Haití, 
Honduras, 
Hong Kong (miembro asociado), 
Hungría, 
Gabón, 
Islandia, 
Islas Salomón, 
Irán, 
Italia, 
Jamaica, 
Japón, 
Jordania, 
Kenia, 
Kiribati, 
Libia, 
Luxemburgo, 
Malta, 
México, 
Mónaco, 
Montenegro, 
Marruecos, 
Nauru, 
Nueva Zelandia, 
Nigeria, 
Noruega, 
Omán, 
Pakistán, 
Panamá, 
Papúa Nueva Guinea, 
Perú, 
Polonia, 
Portugal, 
Reino Unido, 
Rusia (ratificada como Unión Soviética), 
Santa Lucía, 
San Vicente y las Granadinas, 
Serbia (ratificado como Serbia y Montenegro), 
Seychelles, 
Sierra Leona,  
Sudáfrica, 
Suriname, 
Suecia, 
Suiza, 
Siria, 
Tanzania, 
Tonga, 
Túnez, 
Ucrania (ratificado como RSS de Ucrania), 
Uruguay, 
Vanuatu.